# (202421) 2005 UQ513
(202421) 2005 UQ513 ist ein großes transneptunisches Objekt im Kuipergürtel, das bahndynamisch als Cubewano oder als erweitertes Scattered Disc Object klassifiziert wird. Aufgrund seiner Größe ist der Asteroid ein Zwergplanetenkandidat.

## Entdeckung
(202421) 2005 UQ513 wurde am 21. Oktober 2005 von einem Astronomenteam, bestehend aus Mike Brown (CalTech), Chad Trujillo (Gemini) und Dave Rabinowitz (Yale), im Rahmen des Digitized-Sky-Survey-Projektes mit dem 1,2-m-Schmidt-Teleskop am Palomar-Observatorium des California Institute of Technology (Kalifornien) entdeckt. Die Entdeckung wurde am 1. September 2007 zusammen mit 2003 UY413, 2003 UZ413, 2004 NT33, (612931) 2005 CA79 und 2005 CB79 bekanntgegeben, der Planetoid erhielt später von der IAU die Kleinplaneten-Nummer 202421.
Nach seiner Entdeckung ließ sich 2005 UQ513 auf Fotos bis zum 15. September 1990, die im Rahmen des Near-Earth-Asteroid-Tracking-Projektes (NEAT) ebenfalls am Palomar-Observatorium gemacht wurden, zurückgehend identifizieren und so seinen Beobachtungszeitraum um 15 Jahre verlängern, um so seine Umlaufbahn genauer zu berechnen. Seither wurde der Planetoid durch verschiedene Teleskope wie das Herschel- und das Spitzer-Weltraumteleskop sowie erdbasierte Teleskope beobachtet. Im Oktober 2017 lagen 206 Beobachtungen über einen Zeitraum von 28 Jahren bei 17 Oppositionen vor. Die bisher letzte Beobachtung wurde im November 2018 am Purple Mountain-Observatorium durchgeführt. (Stand 22. Februar 2019)

## Eigenschaften

### Umlaufbahn
2005 UQ513 umkreist die Sonne in 284,13 Jahren auf einer elliptischen Umlaufbahn zwischen 36,85 AE und 49,58 AE Abstand zu deren Zentrum. Die Bahnexzentrizität beträgt 0,147, die Bahn ist 25,70° gegenüber der Ekliptik geneigt. Derzeit ist der Planetoid 48,02 AE von der Sonne entfernt. Das Perihel durchläuft er das nächste Mal 2124, der letzte Periheldurchlauf dürfte also im Jahre 1840 erfolgt sein.
Marc Buie (DES) klassifiziert den Planetoiden als erweitertes SDO (ESDO bzw. DO), während das Minor Planet Center (MPC) und das Johnston’s Archive ihn als Cubewano einordnet, wobei es zu den bahndynamisch „heißen“ klassischen KBO gehören würde. Das MPC führt ihn allgemein auch als Distant Object und als Nicht-SDO auf.

### Größe und Rotation
Der Durchmesser von 2005 UQ513 wurde 2013 mittels kombinierter Daten des Herschel- und des Spitzer-Weltraumteleskops auf 498 +63−75 km bestimmt. Es ist daher möglich, dass sich 2005 UQ513 aufgrund seiner Größe im hydrostatischen Gleichgewicht befindet und somit weitgehend rund sein könnte. Ob er die Kriterien für eine Einstufung als Zwergplanet erfüllt, ist jedoch nicht sicher. Mike Brown geht davon aus, dass es sich bei 2005 UQ513 um höchstwahrscheinlich einen Zwergplaneten handelt. Gonzalo Tancredi gab 2010 trotz einem von ihm berechneten Durchmesser von 878 km keine Empfehlung ab.
Die scheinbare Helligkeit von 2005 UQ513 beträgt 20,52 m.
Der Asteroid rotiert anhand seiner Lichtkurve höchstwahrscheinlich in 7,03 oder 10,01 Stunden einmal um seine Achse. Die kürzere Rotationsperiode ist etwas wahrscheinlicher.
| Jahr                                         | Abmessungen km   | Quelle              |
| -------------------------------------------- | ---------------- | ------------------- |
| 2010                                         | 878,0            | Tancredi            |
| 2012                                         | 838,54           | LightCurve DataBase |
| 2014                                         | 498,0 +63,0−75,0 | Vilenius u. a.      |
| 2018                                         | 643,0            | Brown               |
| Die präziseste Bestimmung ist fett markiert. |                  |                     |

### Oberfläche
2005 UQ513 zeigt eine auffallend rote Färbung, die auf das Vorhandensein signifikanter Mengen von Tholinen schließen lässt. Er ist daher kein Mitglied der Haumea-Kollisionsfamilie, obwohl die Parameter der Umlaufbahn passen würden.